# ميشال كوبالا
ميشال كوبالا (بالسلوفاكية: Michal Kubala)‏ هو لاعب كرة قدم سلوفاكي في مركز الوسط، ولد في 12 يونيو 1980 في ليفيتسا في سلوفاكيا. شارك مع منتخب سلوفاكيا تحت 18 سنة لكرة القدم ومنتخب سلوفاكيا تحت 21 سنة لكرة القدم. أما مع النوادي، فقد لعب مع نادي أسترا جورجو ونادي بيترزالكا ونادي ترنتشين ونادي سلاغور ونادي سلوفان براتيسلافا ونادي ليونغسكايل.

## وصلات خارجية
- ميشال كوبالا على موقع قاعدة بيانات كرة القدم.إي يو (الإنجليزية)
- ميشال كوبالا على موقع Soccerway.com (الإنجليزية)